# USS Astoria (CA-34)
El USS Astoria (CA-34) de la Armada de los Estados Unidos fue un crucero pesado de la clase New Orleans. Fue puesto en gradas en 1930, botado en 1933 y comisionado en 1934. Participó del frente del Pacífico durante la II Guerra Mundial siendo hundido el 9 de agosto de 1942 durante la batalla de la isla de Savo. Obtuvo tres estrellas de batalla.

## Construcción
Fue construido por Puget Sound Navy Yard (Bremerton, Washington); fue puesto en gradas el 1 de septiembre de 1930, botado el 16 de diciembre de 1933 y comisionado el 28 de abril de 1934.

### Características
Fue un crucero de 9950 t de desplazamiento, 180 m de eslora, 18 m de manga y 6 m de calado; una propulsión de 4 turbinas de vapor a 4 hélices (potencia 107 000 shp, velocidad 32,7 nudos); y un armamento de 9 cañones de 203 mm (3×3), 8 cañones de 127 mm y 8 ametralladoras de 12,7 mm.

## Historia de servicio
El crucero Astoria prestó cobertura al portaaviones Yorktown durante la batalla de Midway (3-7 de junio de 1942). El comandante de la TF 17, contraalmirante Frank J. Fletcher, cambió su bandera al Astoria hasta el arribo del Saratoga (4-8 de junio). Después participó del desembarco en Guadalcanal (7-9 de agosto).
Del 8 al 9 de agosto de 1942 el crucero tomó parte de la acción nocturna de la  batalla de la isla de Savo. El Astoria formaba junto a los cruceros Quincy y Vincennes. El certero cañoneo de cruceros japoneses puso fuera de combate dos baterías principales del Astoria. El incendio que se produjo y destrozos en partes vitales llevó a su pérdida. El crucero se hundió con 219 bajas a las 12:15.

## Pecio
El USS Astoria fue descubierto en enero de 2015 por la expedición de Paul Allen y el MV Octopus a 860 m de profundidad, está en posición normal en un fondo arenoso y su proa está separada del casco, pero  está cerca de la popa, unida por las cadenas del ancla. Su super estructura acusa el fuerte castigo recibido (65 impactos) antes de hundirse. 
Está en relativa buenas condiciones considerando el tiempo transcurrido.